# مری دتورنی
مِری دِتورنی (نام خانوادگی شوهر: استیونس) بازیکن زن تنیس روی میز اهل بلژیک است.
او موفق به کسب مدال برنز در مسابقات جهانی تنیس روی میز ۱۹۴۷ به‌همراه Josee Wouters دربخش دونفره زنان شده‌است.
او برنده شش عنوان قهرمانی بلژیک بین سال‌های ۱۹۳۷ و در سال ۱۹۵۲ شده‌است.